# 4485 Radonezhskij
4485 Radonezhskij (1987 QQ11) là một tiểu hành tinh vành đai chính được phát hiện ngày 27 tháng 8 năm 1987 bởi N. S. Chernykh ở Nauchnyj.